# Casa del Mossèn Ramón
La Casa del Mossèn Ramón és un edifici del municipi de Biosca (Solsonès) que forma part de l'Inventari del Patrimoni Arquitectònic de Catalunya.

## Descripció
És un edifici de grans dimensions, fet amb carreus molt ben treballats. A la façana principal (la que dona a la plaça), a la planta baixa, hi ha una entrada quadrangular, amb porta de fusta de similars proporcions i treballada amb motius geomètrics. El contorn de l'entrada és marcat per una cornisa. A sobre hi ha un frontó triangular. A la part dreta de la façana, hi ha una altra porta de fusta, que actualment és l'entrada principal a l'habitatge. Damunt del frontó, hi ha una obertura circular (ull de bou). A la seva dreta, hi ha una finestra, amb ampit.
Al darrer pis a la dreta, hi ha una altra finestra amb ampit molt degradat. A la part superior de l'edifici, hi ha sortides d'aigua. La façana lateral dreta té dues finestres amb ampit a la segona planta, a la darrera planta també hi ha dues finestres. A la façana posterior, a la planta inferior, hi ha dues finestres amb ampit, a la planta següent, hi ha dos balcons individuals, amb barana de ferro. Al darrer pis hi ha dues finestres. Rematant la part superior de la façana, als extrems, hi ha figures circulars.